# Drøno
Drøno est une île norvégienne du comté de Hordaland appartenant administrativement à Austevoll.

## Description
Elle s'étend sur environ 3 km de longueur pour une largeur approximative de 500 m. Une route y est aménagée jusqu'en son centre. 